# Représentations diplomatiques en Roumanie

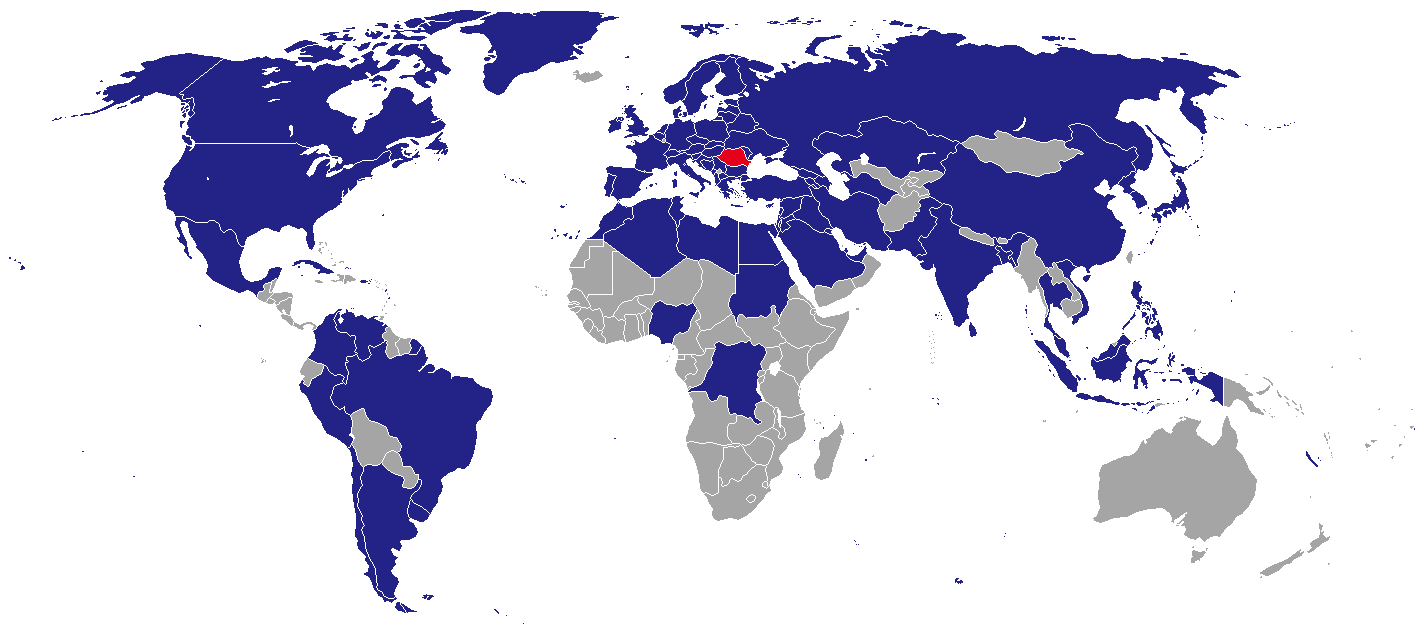
Carte des missions diplomatiques en Roumanie

Les représentations diplomatiques en Roumanie sont actuellement au nombre de 81. Il existe de nombreuses délégations et bureaux de représentations des organisations internationales et d'entités infranationales dans la capitale Bucarest.

## Ambassades à Bucarest
- Albanie
- Algérie
- Argentine
- Arménie
- Autriche
- Azerbaïdjan
- Biélorussie
- Belgique
- Bosnie-Herzégovine
- Brésil
- Bulgarie
- Canada
- Chili
- Chine
- République démocratique du Congo
- Croatie
- Cuba
- Chypre
- Tchéquie
- Danemark
- Égypte
- Estonie
- Finlande
- France
- Géorgie
- Allemagne
- Grèce
- Vatican
- Hongrie
- Inde
- Indonésie
- Iran
- Irak
- Irlande
- Israël
- Italie
- Japon
- Jordanie
- Kazakhstan
- Koweït
- Liban
- Libye
- Lituanie
- Malaisie
- Mexique
- Moldavie
- Monténégro
- Maroc
- Pays-Bas
- Nigeria
- Corée du Nord
- Macédoine du Nord
- Norvège
- Pakistan
- Palestine
- Pérou
- Pologne
- Portugal
- Qatar
- Russie
- Arabie saoudite
- Serbie
- Slovaquie
- Slovénie
- Afrique du Sud
- Corée du Sud
- Espagne
- Soudan
- Suède
- Suisse
- Syrie
- Thaïlande
- Tunisie
- Turquie
- Turkménistan
- Ukraine
- Émirats arabes unis
- Royaume-Uni
- États-Unis
- Uruguay
- Venezuela
- Viêt Nam

## Missions diplomatiques
- Angola
- Ordre souverain militaire et hospitalier de Saint-Jean de Jérusalem, de Rhodes et de Malte